# 第9回ノーステキサス映画批評家協会賞
第9回ノーステキサス映画批評家協会賞は2013年の映画を対象としており、2014年1月5日に受賞者が発表された。

## 受賞一覧

### 作品賞
- 『ゼロ・グラビティ』

### 監督賞
- アルフォンソ・キュアロン - 『ゼロ・グラビティ』

### 主演男優賞
- キウェテル・イジョフォー - 『それでも夜は明ける』

### 主演女優賞
- サンドラ・ブロック - 『ゼロ・グラビティ』

### 助演男優賞
- ジャレッド・レト - 『ダラス・バイヤーズクラブ』

### 助演女優賞
- ジェニファー・ローレンス - 『アメリカン・ハッスル』

### 撮影賞
- エマニュエル・ルベツキ - 『ゼロ・グラビティ』

### ドキュメンタリー映画賞
- 『バックコーラスの歌姫たち』

### アニメ映画賞
- 『アナと雪の女王』

### 外国語映画賞
- 『アデル、ブルーは熱い色』 フランス
- 『グランド・マスター』 香港